# 3e régiment de hussards « von Zieten » (régiment de hussards brandebourgeois)
Pour les articles homonymes, voir 3e régiment.

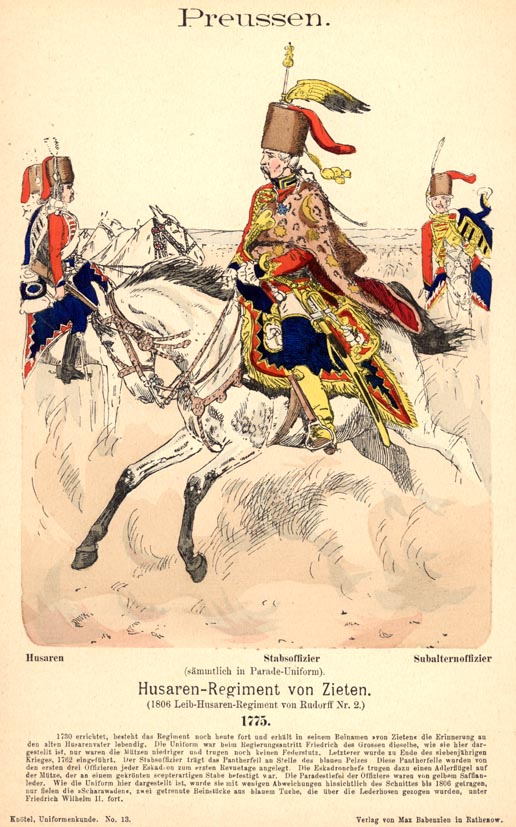
Hussards de Zieten en 1775. Dessin de Richard Knötel.

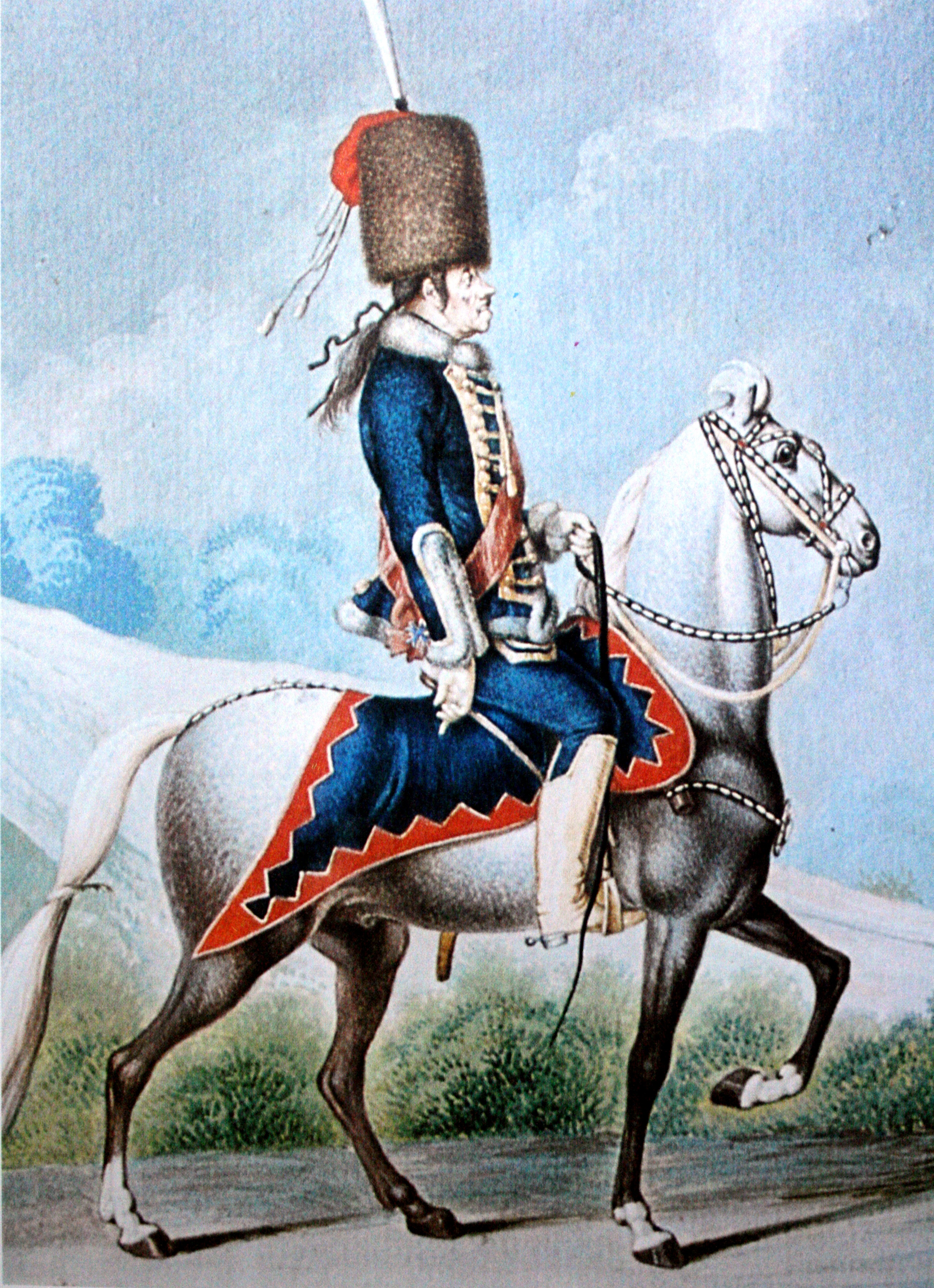
Le premier chef du régiment Hans Joachim von Zieten dans l'uniforme d'officier H 2 vers 1775. Après une gravure de Chodowiecki.

Le 3e régiment de hussards "von Zieten", appelé Hussards de Zieten, est un régiment de hussards de l'armée prussienne. Au début de la Première Guerre mondiale, le régiment est incorporé à la 6e division de Brandebourg. Il suit la tradition de l'ancien régiment de hussards du corps prussien du général von Zieten (H 2).

## Histoire
Le 30 septembre 1730, l'unité est créée par le roi soldat Frédéric-Guillaume Ier sous le nom de corps de hussards de Berlin. En 1736, l'unité est rebaptisée corps de hussards du Corps et régiment de hussards du Corps (H 2). Après la double bataille d'Iéna et d'Auerstedt, le régiment du Corps Blücher est détruit et est considéré comme éteint, bien que 6 escadrons ont pu fuir en Prusse-Orientale. Dans le cadre des réformes au sein de l'armée prussienne, le 3e régiment de hussards est reconstruit et prend part aux guerres de Coalitions. Ce n'est qu'en 1861 que la tradition de succession de l'ancien régiment de hussards prussien H 2 est reconnue.
En 1818, le 3e régiment est transféré à Gladbach, d'abord à Düsseldorf en 1820, puis à Düben. En 1848, les hussards combattent dans la première guerre de Schleswig et en 1849 en Bade. Après le déménagement définitif à Rathenow (1851), l'unité est utilisée dans les guerres contre le Danemark (1864), l'Autriche (1866) et la France (1870/1871). Des hussards du régiment de Rathenow sont également déployés pendant la Première Guerre mondiale et certains perdent également la vie.
Le régiment est dissous le 30 mai 1919.
La tradition est perpétuée dans la Reichswehr par le 2e escadron du 3e régiment de cavalerie à Rathenow. Après avoir rejoint la Wehrmacht, la tradition se poursuit dans les années 1940, en commémorant l'esprit équestre de Zieten et de ses hussards et en se produisant dans les uniformes des hussards lors de fêtes ou de journées commémoratives appropriées. Après la dissolution du régiment, la ville de Rathenow fait construire un monument aux hussards de Zieten réalisé par le sculpteur Wilhelm Otto (de). 

### Les noms du régiment, de la fondation à la dissolution
| - 1730-1736 Corps de hussards de Berlin - 1736-1741 Corps de hussards du Corps - 1741-1806 Régiment de hussards du Corps, chacun avec le nom du chef (H 2) - 1741-1786 «Hussards de Zieten» - 1786-1794 «Hussards von Eben » - 1794-1805 «Hussards von Göcking» - 1805-1806 «Hussards von Rudorff» - 1806-1808 Brigade de hussards (régiment) von Rudorff | - 1808 1er régiment de hussards brandebourgeois - 1809-1816 Régiment de hussards brandebourgeois - 1816-1823 3e régiment de hussards (régiment de hussards brandebourgeois) - 1823-1860 3e régiment de hussards - 1860-1861 3e régiment de hussards brandebourgeois - 1861-1889 3e régiment de hussards brandebourgeois (Hussards de Zieten) - 1889-1919 3e régiment de hussards von Zieten (régiment de hussards brandebourgeois) |  |

### Les chefs de régiment

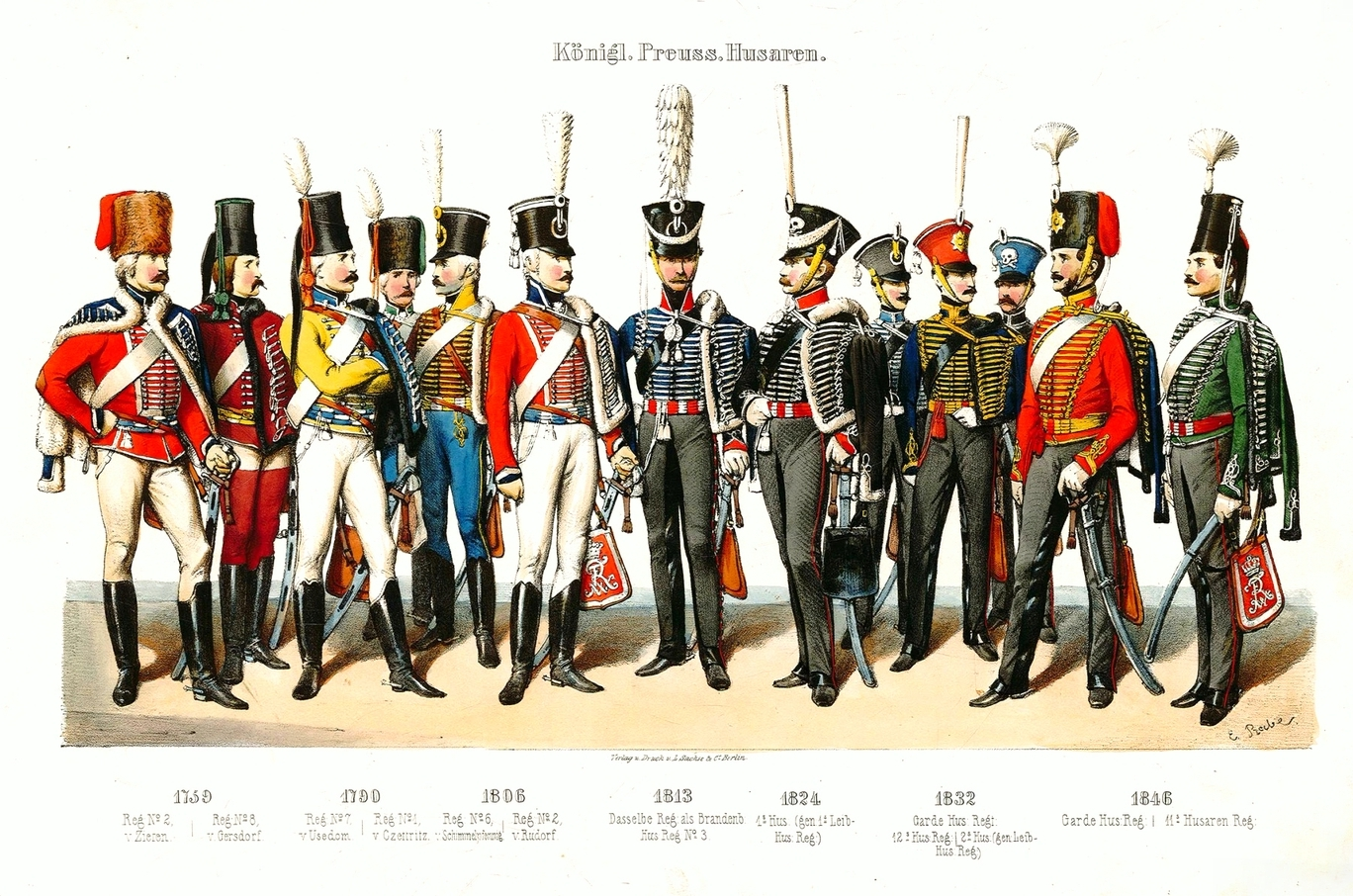
Uniformes de hussards prussiens de 1759 à 1846

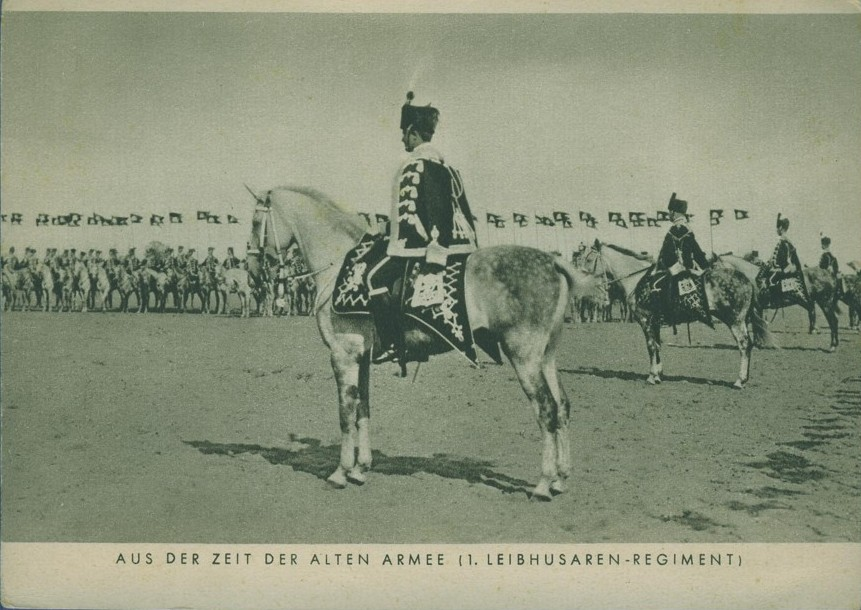
Régiment de hussards du Corps

- 1730-1736 Egidius Arend von Beneckendorff (de)
- 1736-1741 Alexander Ludwig von Wurmb (de)
- 1741-1786 General der Kavallerie Hans Joachim von Zieten
- 1786-1794 Generalleutnant Karl Adolf August von Eben und Brunnen
- 1794-1805 Generalleutnant Friedrich von Goeckingk
- 1805-1806 Oberst/Generalmajor Wilhelm Heinrich von Rudorff (de)
- 1823-1851 Duc de Cumberland (plus tard Ernest-Auguste, roi de Hanovre)
- 1851-1878, roi Georges V de Hanovre
- 1878-1885 Generalfeldmarschall Prince Frédéric-Charles de Prusse
- 1888 à la Première Guerre mondiale, le maréchal Arthur, prince de Grande-Bretagne et d'Irlande, duc de Connaught

### Commandants du régiment
| - 1730-1736 von Beneckendorff - 1736-1741 von Wurmb - 1741-1756 von Zieten - 1756-1758 von Seelen - 1758-1760 von Zettmar - 1760-1761 von Hundt - 1761-1763 von Rohr - 1763-1775 Joachim Bernhard von Prittwitz - 1775-1779 von Probst - 1779-1783 Karl Adolf August von Eben und Brunnen - 1783-1791 von Wolffrath - 1791-1792 von Berge - 1792-1793 von Lentz - 1793-1794 Anton Wilhelm von L'Estocq - 1794-1805 von Löweneck - 1805-1806 von Rudorff - 1806-1807 von Löben - 1807-1811 Karl Friedrich von Corswant (de) - 1811-1813 Karl Friedrich Bernhard Helmuth von Hobe | - 1813-1815 Friedrich Georg von Sohr - 1815-1832 Karl von Klinckowstroem (de) - 1832-1841 Wilhelm von der Horst - 1841-1843 Ferdinand von Dobeneck (de) - 1843-1848 Friedrich von der Golz - 1848-1853 Alexandre de Solms-Braunfels - 1853-1854 Karl von Griesheim - 1854-1858 Anton von Pfuhlstein - 1858-1864 Georg von der Groeben - 1864-1867 Adalbert von Kalkreuth - 1867-1870 Hans Joachim von Zieten - 1871-1875 Egmont von Rauch - 1875-1883 Heinrich von Rosenberg - 1883-1885 Werner von Alvensleben - 1885-1890 Victor von Podbielski - 1890-1892 Wittilo von Griesheim - 1892-1897 Egon von Vollard-Bockelheim - 1897-1901 Arthur von Schmidt - 1901-1905 Heinrich von Keszycki | - 1905-1911 Karl von Wrochem-Gellhorn - 1911-21 sept. 1914 Ewald von Baumbach - 21 sept.-16 nov. 1914 Major Heinrich von Velthelm - 16 nov.-11 déc. 1914 Rittmeister Ernst Rüdiger von Brüning (de) - 12 déc. 1914-13 janv. 1915 Oberstleutnant von Puttkammer - 15 janv. 1915-14 janv. 1918 Major/Oberstleutnant Walther von Jagow - 15 janv.-2 août. 1918 Oberstleutnant Hugo von Kayser (de) - 3 août. 1918-17 déc. 1918 Major Eugen Schilling von Canstatt - 18 déc. 1918-30 avril. 1919 Oberst Walther von Jagow - 1 mai-31 juil. 1919 Oberstleutnant Hugo von Kayser |  |